# Vilém Heš
Vilém Heš (3. července 1860 v Týnci nad Labem – 4. ledna 1908 ve Vídni) byl český operní pěvec (basista).

## Stručný životopis
Pocházel z hudební rodiny, jeho sestry Julie a Eliška byly zpěvačkami. Již v dětství zpíval na kůru kostela v Týnci. V letech 1877 – 1882 byl členem divadelní společnosti Jana Pištěka. Po studiích na gymnáziu v Kolíně se stal na krátkou dobu obchodníkem. Výjimečné nadání a vrozená inteligence ho přivedly na vynikající dráhu operního pěvce. V hudbě byl autodidaktem. Absolvoval pouze několik lekcí zpěvu u prof. J. L. Lukese a prof.  Františka Pivody. Jeho první operní výstup se konal v Brně, kde vystoupil jako Kecal v Prodané nevěstě.
Po odchodu do Prahy byl brzy angažován v Národním divadle a působil zde pak v letech 1882 – 1894 . Při pohostinském vystoupení Národního divadla ve Vídni v roce 1892 dosáhl mimořádného úspěchu. Odešel poté do Městského divadla v Hamburku a roku 1896 byl jmenován sólistou Dvorního divadla ve Vídni. Ovládal téměř veškerý domácí i zahraniční repertoár. Stál u premiéry opery Debora Mistra Josefa Bohuslava Foerstera, se kterým ho poutalo upřímné přátelství.
Není bez zajímavosti, že Hešovým svědkem na jeho druhé svatbě byl sám Gustav Mahler. Heš natočil téměř 120 gramofonových snímků. Vilém Heš patřil k ozdobám Národního divadla i Vídeňské dvorní opery. Byl jedním z našich největších pěvců vůbec.
Byl operován na ledvinový absces a krátce nato ve Vídni zemřel.